# Adalbero von Eppenstein
Adalbero von Eppenstein (* um 980; † 28. November 1039 in Ebersberg) war Markgraf der Kärntner Mark (ca. 1000–1011) sowie Herzog von Kärnten und Markgraf von Verona (1011/1012–1035).

## Leben
Adalbero entstammte den im Enns- und Mürztal begüterten Geschlecht der Eppensteiner. Er war der Sohn Markwarts III. und der Hadmud von Ebersberg, Tochter des Grafen Adalbero. Durch seine Ehe mit Beatrix († nach 1025), einer Tochter Hermanns II. von Schwaben aus der Familie der Konradiner, war er mit Kaiser Konrad II. verschwägert. Beatrix war die Schwester der Kaiserin Gisela, eine weitere Schwester war Mathilde, die Frau Konrads I., der bis 1011 Herzog von Kärnten war.
Als Nachfolger seines Vaters Markwart wurde Adalbero um 1000 mit der Markgrafschaft in der Karantanermark betraut. Zudem war er Graf im Ennstal und Judenburg (Graf von Eppenstein). Güter besaß er auch in der Grafschaft Mürztal. König Heinrich II. übertrug ihm 1012 das Herzogtum Kärnten und die Markgrafschaft Verona mit Friaul/Krain und Trient. Adalbero übernahm auch die Grafschaft Görz und die Schutzvogtei über das Patriarchat Aquileia. 1012 wurde Krain, 1025 die Windische Mark an der Sann aus dem Herzogtum Kärnten ausgegliedert.
Im Jahre 1019 wurde Adalbero bei Ulm im Streit um das Erbe seines Schwiegervaters von dem mit Konrad dem Älteren verbündeten Konrad dem Jüngeren besiegt, der in der Nachfolge seines Vaters als Kärntner Herzog übergangen worden war. Adalbero musste sich aus Schwaben zurückziehen. 1003/1025 wurde das erste Kloster in Kärnten, St. Georgen am Längsee, gegründet. Adalbero wurde dessen erster Vogt. Er begleitete den Kaiser 1027 und nahm in Aachen an der Königskrönung Heinrichs III. teil und fungierte im September 1027 an der Synode von Frankfurt als Schwertträger des Kaisers. Erst mit seiner Absetzung als Herzog von Kärnten taucht er in den Quellen wieder auf.
Im Mai 1035 wird ein Bruch zwischen Adalbero und Kaiser Konrad II. in den Quellen erkennbar. Die Hintergründe sind nicht zu erhellen; der in den Quellen vermerkte Vorwurf des Hochverrats wird nicht weiter erläutert. Adalbero verlor 1035 in Bamberg alle Ämter und Lehen. Die Kärntner Mark fiel unmittelbar darauf an den Grafen Arnold von Wels-Lambach. Kärnten wurde erst am 2. Februar 1036 an Konrad den Jüngeren vergeben.
Adalbero suchte 1036 den Kampf gegen seine Gegner in Kärnten. Aus Rache ermordete er den kaisertreuen Markgrafen Wilhelm von Friesach-Zeltschach, Herr der Sannmark und Gatte der Hemma von Gurk. Er musste sich nach Ebersberg/Eresburg, dem Stammsitz des Hauses seiner Mutter, zurückziehen und ging in die Verbannung. Erst nach Konrads II. Tod kehrte er zurück. Heinrich III. setzte ihn jedoch nicht in seine alte Würde ein. Im Kloster Geisenfeld fand Adalbero seine letzte Ruhestätte. Seine Nachkommen sind der Kleriker Adalbero, der später Bischof von Bamberg (1053–1057) wurde, der Graf Markwart IV. und vielleicht die Willibirg. Sein reiches Allodialgut verblieb seinem Sohne Markwart und bildete den Grundstock für den Wiederaufstieg seines Geschlechtes.